# Lipiodol
A jódozott olaj, más néven etiodizált olaj, Lipiodol márkanéven, mákolajból és jódból származó gyógyszer. Injekcióban adva egy röntgenáteresztő kontrasztanyag, amelyet radiológiai vizsgálatok során a struktúrák kontúrjainak meghatározására használnak. Szájon át vagy intramuszkuláris injekcióban évente egyszer vagy kétszer adva megelőzi az endémiás golyva kialakulását távoli közösségekben. Ezenkívül a gyomorvarixok elzáródásában is alkalmazzák hígítószerként, amely nem befolyásolja a cianoakrilát polimerizációját.
Szöveti kontrasztanyagként használva a jódozott olajnak fennáll a veszélye, hogy a vénába kerül, és embóliát okoz az agyban és a tüdőben. Van egy bekeretezett figyelmeztetés, amely az embólia kockázatára utal. Jódkiegészítőként történő alkalmazása ajánlott azokban a régiókban, ahol a hiány gyakori, egyébként nem ajánlott. Terhességben nem szabad hiszteroszalpingográfiához használni.
A jódozott olajat először 1901-ben állították elő Marcel Guerbet és Laurent Lafay. Eredetileg jódhiány kezelésére használták, majd Sicard és Forestier 1921-ben hatékony radiokontrasztanyagként azonosították, mielőtt az 1980-as évek golyvairtási kampányaiban visszatért a jódhiány kezelésének eszközeként. „Jód” néven a jódozott olaj szerepel az Egészségügyi Világszervezet alapvető gyógyszereinek listáján, folyékony és kapszula formájában.

## Orvosi használata

### Petevezeték-átöblítés
A 2000-es évek óta néhány tanulmány arra utal, hogy a lipiodol petevezetéken keresztüli átöblítése (hasonlóan a HSG-hez, de képalkotás nélkül) rövid távon növelheti a termékenységet a megmagyarázhatatlan meddőségben szenvedő betegeknél. Ezt az eljárást Lipiodol átöblítésnek vagy tágabb értelemben petevezeték-átöblítésnek nevezik. Egy 2005-ös szisztematikus áttekintés a termékenység jelentős növekedését javasolta, különösen azoknál a nőknél, akiknél endometriózis áll fenn, a Lipiodol átöblítés alkalmazásakor. Egy 2020-as Cochrane-áttekintés szerint az olajban oldódó kontrasztanyagokkal, például a lipiodollal történő átöblítés növelheti az élveszületés és a klinikai terhesség esélyét.

### Jódhiány
A Lipiodolt évente egyszer vagy kétszer adják a távoli, endémiás golyva kockázatának kitett közösségeknek. Az olaj szájon át vagy izomba injekciózható. Létezik egy orális kapszula is, amely 190 mg jódnak megfelelő olajat tartalmaz.
A szájon át vagy izomba adott jódozott mákolaj (Lipiodol) hosszú távú jódraktározást eredményez a szervezetben, ami nagyon ritka adagolást tesz lehetővé. A jódozott olaj költséghatékony módja a jódhiány leküzdésének. Úgy tűnik, hogy a jódozott sóhoz képest alacsonyabb a kezdeti pajzsmirigy-túlműködés kockázata. A mákolajon kívül helyben kapható repceolajat (Brassiodol), földimogyoró-, dió- és szójaolajat is használtak szájon át történő jódozott olaj előállítására. Ezek a jódozott olajok eltérő farmakológiai profillal rendelkeznek, de alacsonyabb költséggel is sikeresnek bizonyultak a golyva megszüntetésében. Valójában a jódozott repce- és földimogyoró-olajok hosszabb távú védelmet nyújtanak a golyva ellen a Lipiodolhoz képest.